# Ensemble de maisons situées rue Kraljevića Marka à Novi Sad
Jusqu'en juillet 2015, un ensemble de maisons situées rue Kraljevića Marka à Novi Sad, la capitale de la province de Voïvodine, en Serbie, était inscrit sur la liste des entités spatiales historico-culturelles protégées de la République de Serbie (n° d'identifiant PKIC 61).

## Présentation
Le monument englobait des maisons à toit de chaume situées aux no 24, 26, 26a, 28 et 30 de la rue Kraljevića Marka, construites à la fin du XVIIe siècle et au début du XVIIIe siècle. Ces maisons sont les plus anciennes de la ville.

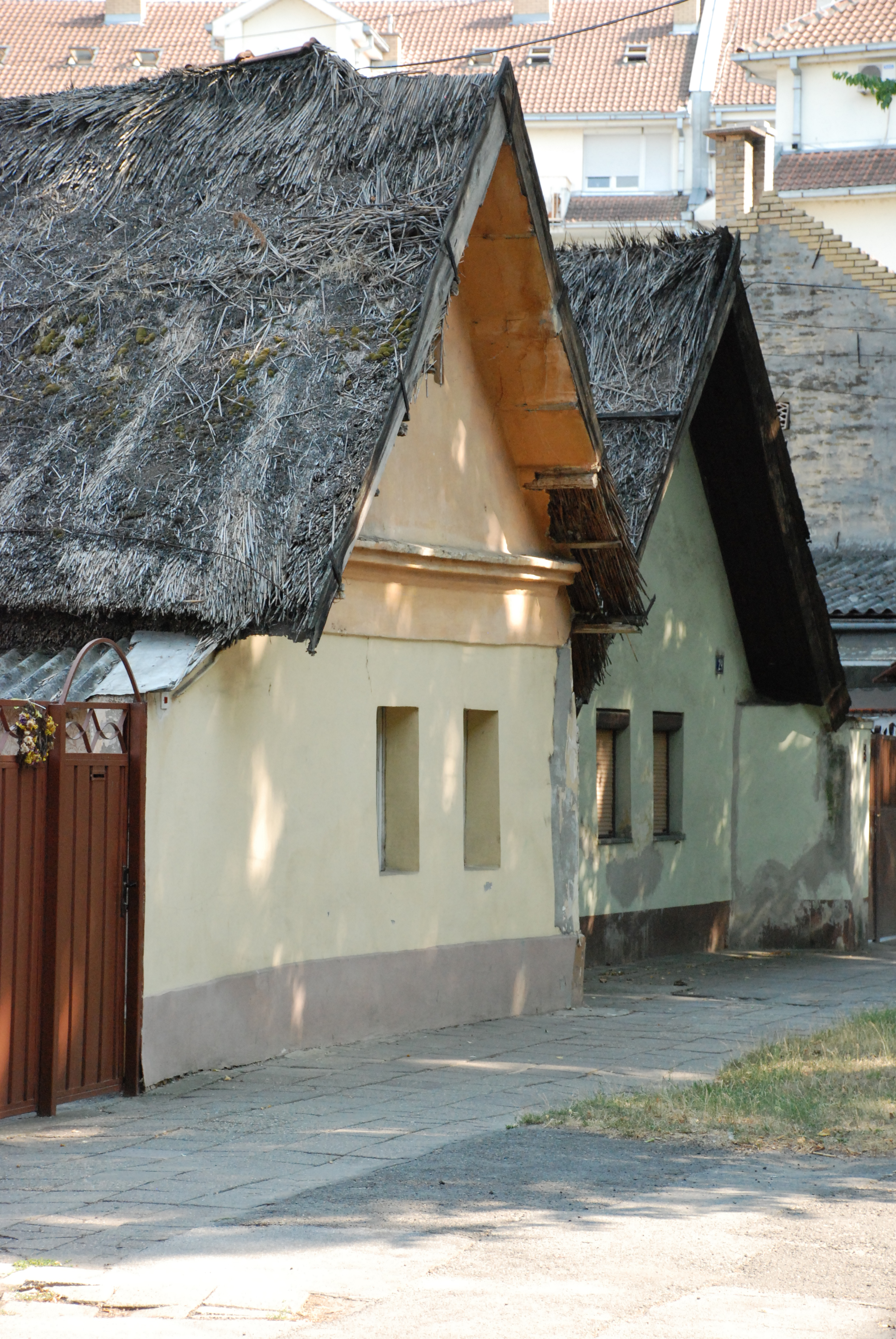
Autre vue
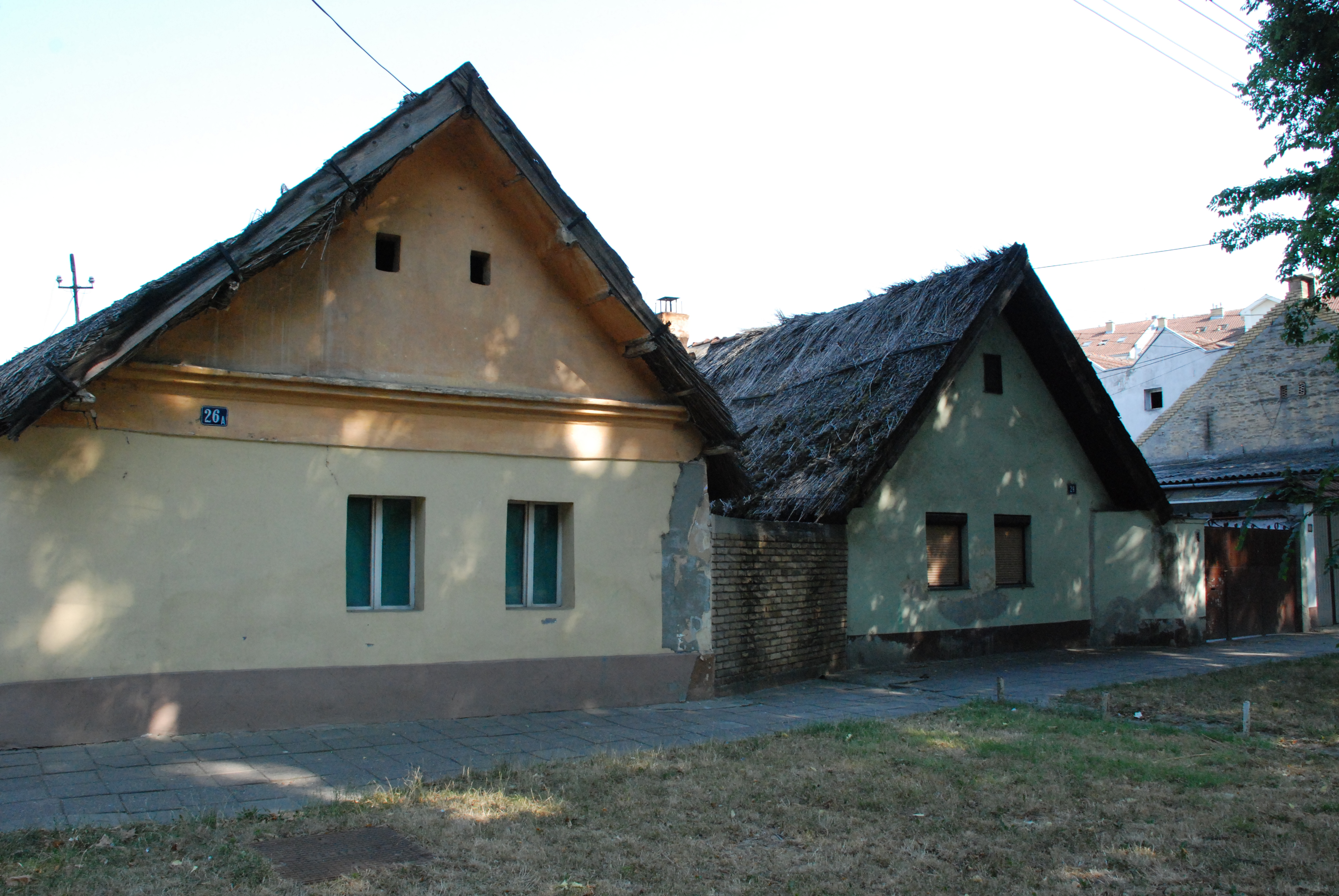
Autre vue
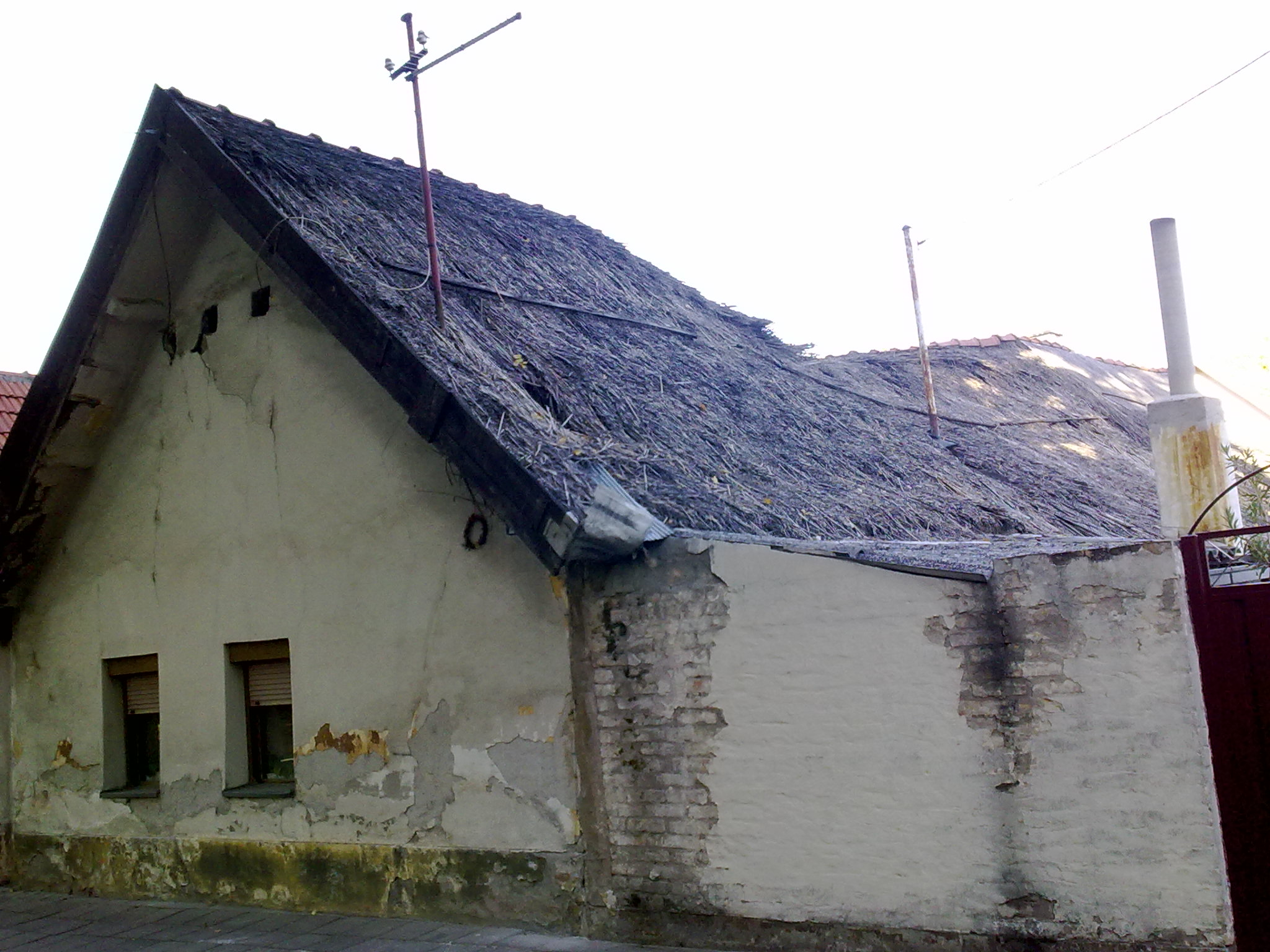
Autre vue
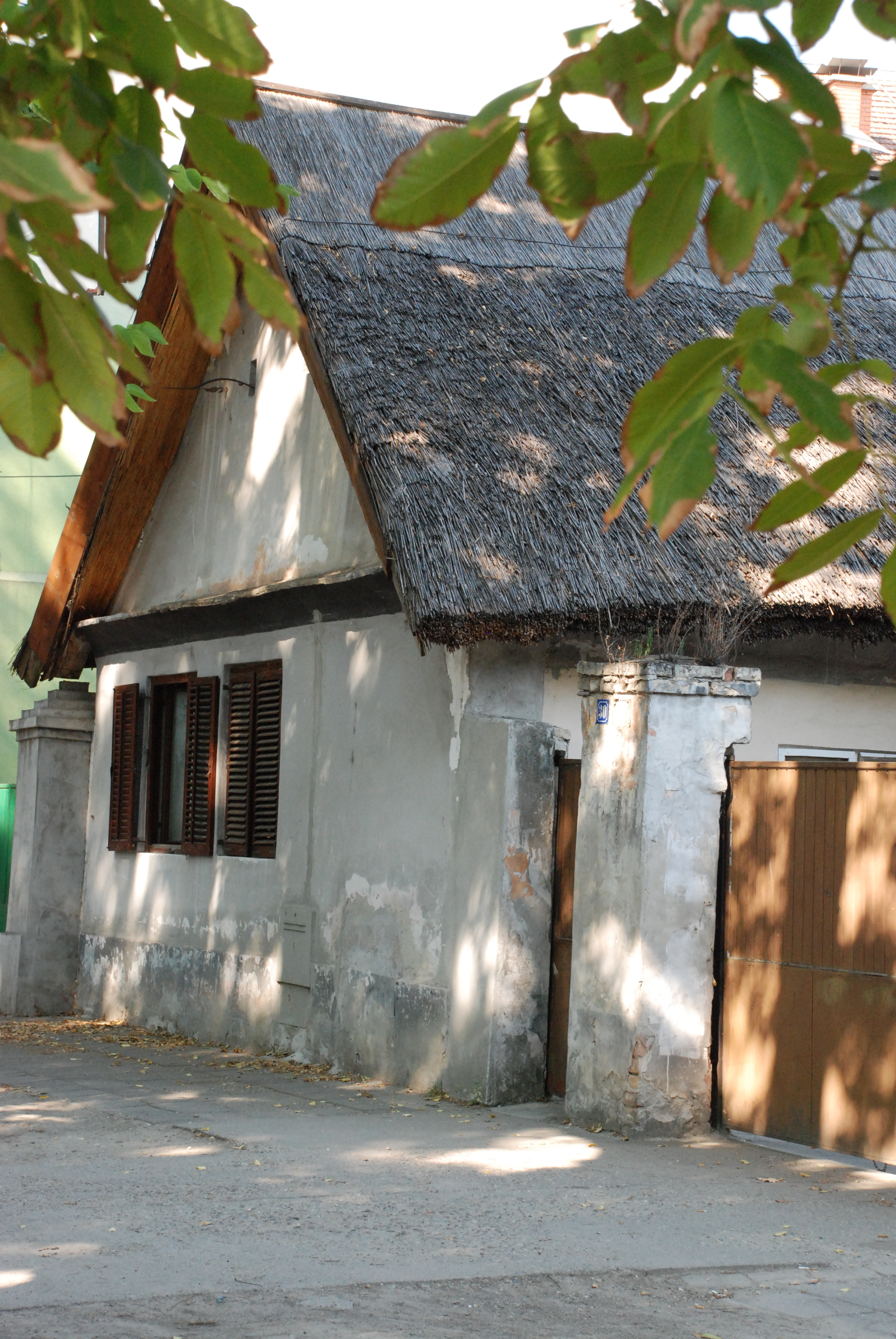
Autre vue
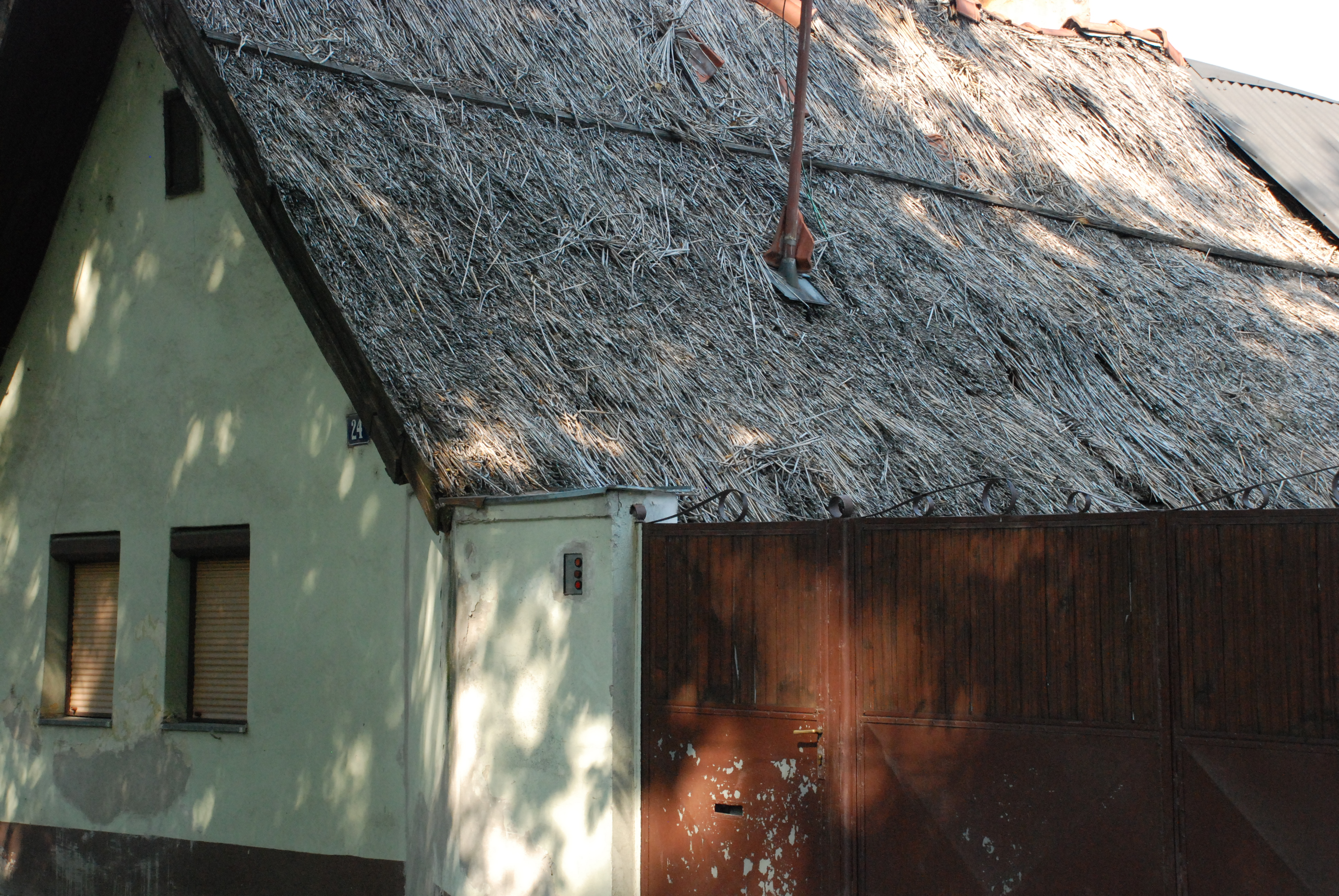
Détail d'un toit

## Protection et déprotection
En 1998, ces maisons avaient été placées sous la protection de l'État.
Une mesure de déprotection a été engagée en janvier 2015, au prétexte que ses habitants n'avaient pas le droit d'y effectuer des travaux de mise en conformité avec les normes de salubrité ou n'avaient pas les moyens de subvenir à leur entretien ; la déprotection permettait de les vendre à des investisseurs pour qu'ils les remplacent éventuellement par des immeubles modernes. L'ensemble a été officiellement déprotégé en juillet de la même année.